# 70 Pine Street
70 Pine Street, antes chamado de 60 Wall Tower, Cities Service Building e American International Building, é um dos arranha-céus mais altos do mundo, com 290 metros (952 ft). Edificado na cidade de Nova Iorque, Estados Unidos, foi concluído em 1932 com 66 andares.